# Blutonium Records
Blutonium Records is een Duits platenlabel, opgericht door Dirk Adamiak, dat oorspronkelijk trance produceerde, maar dat nu voornamelijk hardstyle produceert. Artiesten als Session One/Blutonium Boy (Adamiak), DJ Neo (Cristopher Ast), DJ Virus (Oliver Knasmüller), Thomas Trouble, John Ferris, Vicente 'One More Time' (Vicente Lopez Gonzalez) en Warmduscher (Thilo Markwort) hebben op dit label geproduceerd. In december 2005 brachten Blutonium Boy en Neo de 100ste muziekuitgave van het label uit, Rockin' / Hardstyle Instructor Part 3.

## Producties

### Van trance naar hardstyle
Ruwweg (niet precies) de eerste 60 producties van Blutonium Records zijn trance, daarna worden het hardtrance en vanaf begin 2004 tot heden is de hoofdstroom hardstyle, hoewel er af en toe nog hardtrance remixes gemaakt worden. De sublabels Blutonium Traxx, Dance 2 Trance, Pumping Trance en Trianon Records hebben, toen Blutonium Records hardstyle ging maken, de trance overgenomen maar dat heeft niet lang geduurd: in oktober 2004 kwam de laatste tranceplaat onder Trianon uit, "Why Can't We".
Het laatste sublabel Q-Asar produceerde ook hardstyle en hardtrance, maar werd overschaduwd door Blutonium Records zelf. Q-Asar bracht wel 1 hit voort, "Hardstyle Never Dies" in 2004.

### Voornamelijk trance
Er zijn veel artiesten die onder verschillende namen verschillende stijlen (elektronische) muziek maakten, veel artiesten die men in de "tranceperiode" van Blutonium Records (1999-2004) ziet, zijn later onder een andere naam hardstyle gaan maken. Van BLU 001 (Dreams In My Fantasy) tot BLU 060 (Make It Loud) zijn de producties voornamelijk trance.
| BLU 001 - BLU 020              | BLU 001 - BLU 020          | BLU 001 - BLU 020 | BLU 001 - BLU 020 |
| ------------------------------ | -------------------------- | ----------------- | ----------------- |
| Titel                          | Artiest                    | Jaar              | Catalogus         |
| Dreams In My Fantasy           | Session One                | 1997              | BLU 001           |
| Dignified                      | The Highlander             | 1998              | BLU 002           |
| Trance At The Beach            | DJ Skybeam                 | 1998              | BLU 003           |
| Just A Love Thing              | Angel Beats                | 1999              | BLU 004           |
| Eternity Of Love               | DJ Mario Laroche & DJ Greg | 1999              | BLU 005           |
| The Door                       | Sonar Impulse              | 1999              | BLU 006           |
| Bonzailed                      | Thomas Krautmann           | 1999              | BLU 007           |
| Vivacity                       | Psycos                     | 1999              | BLU 008           |
| Inside A Dream                 | The Highlander             | 1999              | BLU 009           |
| Spirit Of Joy                  | Terra V.                   | 1999              | BLU 010           |
| Persian Love Song              | Cantara                    | 1999              | BLU 011           |
| Secrets Of Asia                | Rainmaker                  | 1999              | BLU 012           |
| Dreams In My Fantasy (Remixes) | Session One                | 1999              | BLU 013           |
| Moments                        | Thomas Krautmann           | 1999              | BLU 014           |
| Vibes Of Terra V.              | Terra V.                   | 1999              | BLU 015           |
| Eternity Of Love (Remixes)     | Mario Laroche              | 1999              | BLU 016           |
| Let Me Know                    | Night & Day                | 1999              | BLU 017           |
| Emotional Overload             | The Highlander             | 1999              | BLU 018           |
| Trance For The World           | Martin Lauinger            | 1999              | BLU 019           |
| Be In My Dream                 | Session One                | 1999              | BLU 020           |

| BLU 021 - BLU 040                                | BLU 021 - BLU 040              | BLU 021 - BLU 040 | BLU 021 - BLU 040 |
| ------------------------------------------------ | ------------------------------ | ----------------- | ----------------- |
| Titel                                            | Artiest                        | Jaar              | Catalogus         |
| Take Off!                                        | Angel Beats                    | 1999              | BLU 021           |
| The Universal Mind / Ocean Of Light              | Hyperion                       | 1999              | BLU 022           |
| Die Schwarze Zone (...Wir Schicken Dich Ins All) | Time To Time                   | 2000              | BLU 023           |
| Heartattack                                      | !Attention!                    | 2000              | BLU 024           |
| Eternal Fire                                     | Rainmaker                      | 2000              | BLU 025           |
| The Last Escape                                  | Terra V.                       | 2000              | BLU 026           |
| Into The Inner Space                             | !Attention!                    | 2000              | BLU 027           |
| Mysterious Skies                                 | Thomas Trouble                 | 2000              | BLU 028           |
| Ocean Of Emotion                                 | Session One                    | 2000              | BLU 029           |
| Lost In Space                                    | Tekkie                         | 2000              | BLU 030           |
| Ocean Of Emotion (The Mixes)                     | Session One                    | 2001              | BLU 031           |
| Insane Asylum                                    | Thomas Trouble                 | 2001              | BLU 032           |
| We Call It Techno (The G-Move Hymn)              | S.O.L. vs Gat-Scha             | 2000              | BLU 033           |
| Trip To Africa                                   | Session One Meets Manuel Oettl | 2001              | BLU 034           |
| No Gravity                                       | Session One                    | 2001              | BLU 035           |
| Electronic Technology                            | Norman DJ                      | 2001              | BLU 036           |
| Echoes                                           | Thomas Trouble                 | 2001              | BLU 037           |
| Journey Through The Time                         | Session One                    | 2001              | BLU 038           |
| Under Water                                      | Thorsten F.                    | 2001              | BLU 039           |
| San Diego EP                                     | Tony Tran                      | 2001              | BLU 040           |

| BLU 041 - BLU 060         | BLU 041 - BLU 060              | BLU 041 - BLU 060 | BLU 041 - BLU 060 |
| ------------------------- | ------------------------------ | ----------------- | ----------------- |
| Titel                     | Artiest                        | Jaar              | Catalogus         |
| All Your Bass             | DJ Virus                       | 2001              | BLU 041           |
| Go Back                   | Norman DJ                      | 2002              | BLU 042           |
| Dream                     | Anamorphic                     | 2002              | BLU 043           |
| Brainshooter              | Blutonium Boy                  | 2002              | BLU 044           |
| Can You Hear Me?          | Session One feat. Franky       | 2002              | BLU 045 A         |
| The Real Hardcore         | Thomas Trouble                 | 2002              | BLU 046           |
| Ravin'                    | DJ Mike                        | 2002              | BLU 047           |
| Reset Your Mind           | Kai Jaxx vs Hyper              | 2002              | BLU 048           |
| Trancin' Your Mind        | Blutonium Boy                  | 2002              | BLU 049           |
| Exciter / Contact         | Walt vs Zero-Gi                | 2001              | BLU 050           |
| Enjoy (Music Control)     | Tony Tran vs Pierre Knott      | 2002              | BLU 051           |
| Higher Level              | Blutonium Boy vs DJ Neo        | 2002              | BLU 052           |
| Go Burn A Fatty Ass       | Thomas Trouble & Blutonium Boy | 2002              | BLU 053           |
| UK EP Vol. 1              | Neo & Farina                   | 2002              | BLU 054           |
| Future Shock              | DJ Virus                       | 2002              | BLU 055           |
| Lonely Raver              | Club4mation                    | 2002              | BLU 056           |
| Plasma Fire               | DJ R. Fishbone                 | 2002              | BLU 057           |
| Some Bass                 | Nightbass DJ Team              | 2002              | BLU 058           |
| Dreams In My Fantasy 2003 | Session One                    | 2003              | BLU 059           |
| Make It Loud              | Blutonium Boy                  | 2003              | BLU 060           |

### Hardere stijl in Blutonium
Ondanks de geleidelijke switch van trance naar hardtrance vindt men vanaf hier (2003-heden) producties duidelijk harder qua stijl. Sommigen van de oude tranceartiesten vindt men hier terug als hardstyleartiest.
| BLU 061 - BLU 080    | BLU 061 - BLU 080             | BLU 061 - BLU 080 | BLU 061 - BLU 080 |
| -------------------- | ----------------------------- | ----------------- | ----------------- |
| Titel                | Artiest                       | Jaar              | Catalogus         |
| I've Got (The Power) | Le Brisc                      | 2003              | BLU 061           |
| Edge Of Sanity       | Thomas Trouble                | 2003              | BLU 062           |
| Overdrive            | Nightbass DJ Team             | 2003              | BLU 063           |
| Hardstyle Nation     | Blutonium Boy vs DJ Neo       | 2003              | BLU 064           |
| Hardstyle Instructor | Blutonium Boy                 | 2003              | BLU 065           |
| The Way              | D-Vided                       | 2003              | BLU 066           |
| Kick That Shit       | Kai Jaxx                      | 2003              | BLU 067           |
| Paranoid             | DJ Virus & Blutonium Boy      | 2003              | BLU 068           |
| Keep (Your Hands) Up | Le Brisc                      | 2003              | BLU 069           |
| In The Way           | Session One                   | 2003              | BLU 070           |
| Masterz Of Bass      | DJ Virus                      | 2003              | BLU 071           |
| Follow Me            | Blutonium Boy                 | 2003              | BLU 072           |
| Legalize             | John Ferris                   | 2004              | BLU 073           |
| Massive Attack       | Thomas Trouble                | 2004              | BLU 074           |
| Set Me Free          | Session One                   | 2004              | BLU 075           |
| So High              | D-Vided                       | 2004              | BLU 076           |
| 20 Times             | Hardfox                       | 2004              | BLU 077           |
| Bullshit             | Blutonium Boy vs Max B. Grant | 2004              | BLU 078           |
| Keep It Hard         | Le Brisc                      | 2004              | BLU 079           |
| God's Child          | Kai Jaxxx                     | 2004              | BLU 080           |

| BLU 081 - BLU 100                     | BLU 081 - BLU 100              | BLU 081 - BLU 100 | BLU 081 - BLU 100 |
| ------------------------------------- | ------------------------------ | ----------------- | ----------------- |
| Titel                                 | Artiest                        | Jaar              | Catalogus         |
| Turbodüse                             | Blutonium Boy vs DJ Neo        | 2004              | BLU 081           |
| Hard Creation                         | DJ Virus & Blutonium Boy       | 2004              | BLU 082           |
| Floorkilla                            | Pavo & Blutonium Boy           | 2004              | BLU 083           |
| Check Up                              | Max B. Grant                   | 2004              | BLU 084           |
| Rock The Sureshot                     | Alpha Twins vs Seizure         | 2004              | BLU 085           |
| Hardstyle Instructor Part 2           | Blutonium Boy                  | 2004              | BLU 086           |
| Here We Go                            | Pincky                         | 2004              | BLU 087           |
| Chaos / In Full Effect                | Thomas Trouble                 | 2004              | BLU 088           |
| All Your Bass 2005                    | DJ Virus & Jason Midrow        | 2005              | BLU 089           |
| Hardstyle & Acid                      | John Ferris & Blutonium Boy    | 2005              | BLU 090           |
| Choose One                            | Pincky                         | 2005              | BLU 091           |
| Acid & Bass                           | Blutonium Boy                  | 2005              | BLU 092           |
| Raise The Bass / Intoxication         | DJ Virus Meets DJ Neo          | 2005              | BLU 093           |
| Open Your Mind                        | Max B. Grant                   | 2005              | BLU 094           |
| Alarma                                | Thomas Trouble & Blutonium Boy | 2005              | BLU 095           |
| Acid Overdose                         | DJ Neo                         | 2005              | BLU 096           |
| Mindflash / What Da Fuck              | Sam Punk                       | 2005              | BLU 097           |
| Acid Is My Sound                      | John Ferris                    | 2005              | BLU 098           |
| Make It Louder                        | Blutonium Boy                  | 2005              | BLU 099           |
| Rockin' / Hardstyle Instructor Part 3 | Blutonium Boy vs DJ Neo        | 2005              | BLU 100           |

| BLU 101 - BLU 120                       | BLU 101 - BLU 120                     | BLU 101 - BLU 120 | BLU 101 - BLU 120 |
| --------------------------------------- | ------------------------------------- | ----------------- | ----------------- |
| Titel                                   | Artiest                               | Jaar              | Catalogus         |
| The Master / Hardrock Cafe              | DJ Virus                              | 2005              | BLU 101           |
| Gimme Five                              | Max B. Grant vs The Ripper            | 2006              | BLU 102           |
| We Are The Bass / Don't Stop            | Brian M vs McBunn                     | 2006              | BLU 103           |
| Who's Your Daddy / Accelerate           | Thomas Trouble                        | 2006              | BLU 104           |
| In Touch With Tomorrow / Kick This M.F. | Blutonium Boy                         | 2006              | BLU 105           |
| Don't Beat Mike Tyson                   | Don King                              | 2006              | BLU 106           |
| Soundfuck / Hey Bitch                   | Tornadozzer                           | 2006              | BLU 107           |
| Each One / Go Deeper                    | Brian M vs McBunn                     | 2006              | BLU 108           |
| Da Bizz / Techno Power                  | Sisma DJ                              | 2006              | BLU 109           |
| Vampires / Yeah!                        | DJ Neo                                | 2006              | BLU 110           |
| Rock / Rush                             | DJ Virus                              | 2006              | BLU 111           |
| Devastator / Regeneration               | Tornadozzer                           | 2006              | BLU 112           |
| Acid Over Sydney / Back                 | Blutonium Boy                         | 2006              | BLU 113           |
| Inferno / To The Bassline               | Blutonium Boy Presents Romeo Must Die | 2006              | BLU 114           |
| Once Again / Automatic                  | Brian M vs McBunn                     | 2006              | BLU 115           |
| Hardstyle Rockers / Supreme             | Pila vs Blutonium Boy                 | 2006              | BLU 116           |
| Generation Bass / Showdown              | John Ferris                           | 2006              | BLU 117           |
| This Is My Floor                        | Pavo & Blutonium Boy                  | 2007              | BLU 118           |
| Scream! / I'm The Ripper                | Max B. Grant vs The Ripper            | 2007              | BLU 119           |
| Funky / In My Mind                      | DJ Neo                                | 2007              | BLU 120           |

| BLU 121 - BLU 130                                 | BLU 121 - BLU 130                 | BLU 121 - BLU 130 | BLU 121 - BLU 130 |
| ------------------------------------------------- | --------------------------------- | ----------------- | ----------------- |
| Titel                                             | Artiest                           | Jaar              | Catalogus         |
| Blackout / Fear                                   | Blutonium Boy Joins Luna          | 2007              | BLU 121           |
| El Tren / Yambo Remix                             | Vicente 'One More Time' vs Corely | 2007              | BLU 122           |
| Dark Angel / Hardstyle Instructor Returns         | Blutonium Boy                     | 2007              | BLU 123           |
| Dark Angel Remix EP                               | Blutonium Boy                     | 2007              | BLU 123 R         |
| Vibrations / Masterbeatz                          | Brian M vs McBunn                 | 2007              | BLU 124           |
| Addicted To Hardstyle / Work Your Body            | Tornadozzer                       | 2007              | BLU 125           |
| Stow It (Halts' Maul)                             | Warmduscher                       | 2007              | BLU 126           |
| Stow It (Halts' Maul) Remixes                     | Warmduscher                       | 2007              | BLU 126 R         |
| Sick Of Trance / They Have Forgotten The Machines | Lacuna Origin                     | 2007              | BLU 127           |
| Use Me / XTC                                      | Blutonium Boys                    | 2007              | BLU 128           |
| Be Quiet / Impressive                             | Skydriver                         | 2007              | BLU 129           |
| Sound Like This                                   | Blutonium Boy                     | 2008              | BLU 130           |

| BLU 131 - BLU 140                                             | BLU 131 - BLU 140             | BLU 131 - BLU 140 | BLU 131 - BLU 140 |
| ------------------------------------------------------------- | ----------------------------- | ----------------- | ----------------- |
| Titel                                                         | Artiest                       | Jaar              | Catalogus         |
| Loud Music                                                    | Brian M vs Mc Bunn            | 2008              | BLU 131           |
| Play / Beatz & Bytez                                          | DJ Neo                        | 2008              | BLU 132           |
| Dangerous Danes                                               | Rephex & ABW                  | 2008              | BLU 133           |
| More Than A Bass Drum + Xstatic Anthem / Identic - 8th Wonder | Warmduscher + Flarup & Plexus | 2008              | BLU 134           |
| Into Hell / Check It Out)                                     | Brian M vs McBunn             | 2008              | BLU 135           |
| Hardstyle Superstar / eBeat                                   | Blutonium Boy                 | 2008              | BLU136            |
| This Is Our Life / Only Human                                 | Maly                          | 2008              | BLU 137           |

### Tekkstyle
Bepaalde artiesten maakten eind 2007 ook een soort van technotrance, dat wil zeggen: harde bas en "kicks", erg rustig voor de climax, daarna met synthmelodieën en een hoger tempo, om vervolgens weer terug te keren naar het geluid van voor de climax. Deze formule geldt niet voor elk nummer maar de hardere bas en wat minder bpm zijn kenmerkend. Blutonium noemt deze stijl "tekkstyle". Enkele voorbeelden zijn Stow It (vooral de Neo Mix), Yambo Remix, They Have Forgotten The Machines (Hardtech Edit).